# Glenea innotatithorax
Glenea innotatithorax är en skalbaggsart som beskrevs av Maurice Pic 1927. Glenea innotatithorax ingår i släktet Glenea och familjen långhorningar. Inga underarter finns listade i Catalogue of Life.